# Heliconius hydara
Heliconius hydara is een vlinder uit de familie Nymphalidae. De wetenschappelijke naam werd gepubliceerd in 1867 door William Chapman Hewitson.